# Joods Actueel
Joods Actueel is een Vlaams maandblad met informatie over de Joodse gemeenschap in Vlaanderen, België en elders in de wereld. Het tijdschrift richt zich tot Joodse gemeenschap in Vlaanderen en haar vrienden. Het tijdschrift biedt nieuws aan over het jodendom in België, de Holocaust, en de Israëlisch-Palestijnse kwestie en verschijnt zes keer per jaar. 

## Achtergrond
Joods Actueel werd opgericht in januari 2007 als opvolger van het Belgisch Israëlitisch Weekblad dat werd opgericht in 1954. Het blad werd tot 2019 geleid door Michael Freilich als hoofdredacteur en diens moeder algemeen directeur Thérèse Terry Davids.
Het tijdschrift verdedigt de Israëlische zaak en reageert regelmatig tegen publieke figuren die zich zouden bezondigen aan antisemitisme of Jodenhaat. Daarnaast is er aandacht voor cultuur en religie en lifestyle, boekrecensies, film en muziek. In 2014 veroorzaakte het blad beroering toen bleek dat het haatmails had verstuurd naar auteurs met een afwijkende visie in het Arabisch-Israëlisch conflict.